# Songs from the Ocean Floor
Songs from the Ocean Floor è il terzo album da solista dell'artista statunitense Kip Winger, pubblicato nel 2000.

## Tracce
1. Cross – 4:51 (Kip Winger)
2. Crash the Wall – 3:31 (Winger, Noble Kime)
3. Sure Was a Wildflower – 4:52 (Winger)
4. Two Lovers Stand – 4:22 (Winger)
5. Landslide – 5:14 (Winger, Kime)
6. Faster – 2:50 (Winger, Kime)
7. Song of Midnight – 4:49 (Winger, Kime)
8. Free – 3:47 (Winger)
9. Only One World – 5:09 (Winger)
10. Broken Open – 5:39 (Winger, Kime)
11. Resurrection – 5:16 (Winger, Kime)
12. Everything You Need – 4:15 (Winger)

## Formazione
- Kip Winger – voce, chitarra acustica, basso, tastiere
- Andy Timmons – chitarre
- John Roth – chitarre
- Rod Morgenstein – batteria
- Ken Mary – batteria
- Robby Rothschild – percussioni
- Mark Clark – percussioni
- Paula De Tuillio – cori
- Frank Medina – cori
- Moon Unit Zappa – voce in Sure Was a Wildflower
- Dweezil Zappa - chitarre
- Jonathan Arthur – voce in Landslide
- Reb Beach – assolo di chitarra in Resurrection
- David Felberg – violino
- Elena Sopoci – violino
- Joe Zoeckler – violino
- Anne Martin – viola
- Joan Zucker – violoncello
- Mark Tatum – contrabbasso